# Xi Arietis
Xi Arietis (ξ Arietis förkortat Xi Ari, ξ Ari,) är Bayerbeteckning för en dubbelstjärna i södra delen av stjärnbilden Väduren. Den har en skenbar magnitud på 5,46 och är svagt synlig för blotta ögat där ljusföroreningar ej förekommer. Baserat på parallaxmätningar inom Hipparcos-uppdraget på 3,7 mas befinner den sig på ett beräknat avstånd av ca 870 ljusår (270 parsek) från solen. På det beräknade avståndet minskar stjärnans skenbara magnitud med en skymningsfaktor på 0,24 enheter beroende på interstellärt stoft. Xi Arietis var en gång beteckning för Psi Ceti.

## Egenskaper
Primärstjärnan Ny Arietis A är en blå till vit underjättestjärna av spektralklass B7 IV, som har förbrukat förrådet av väte i dess kärna och är på väg att utvecklas till en jättestjärna. Den har en massa som är ca 3,9 gånger solens massa, en radie som är ca 5 gånger solens radie och avger ca 680 gånger mer energi än solen från dess fotosfär vid en effektiv temperatur på ca 13 600 K.
Ny Arietis är en dubbelsidig spektroskopisk dubbelstjärna.